# Le Crépuscule des dieux (bande dessinée)
Pour les articles homonymes, voir Le Crépuscule des dieux.
Le Crépuscule des dieux est une série française de bande dessinée.

## Auteurs
- Scénario : Nicolas Jarry (tomes 1 à 8), Jean-Luc Istin (tome 0)
- Dessin : Djief (tomes 1 à 8), Gwendal Lemercier (tome 0)
- Couleur : Djief (tomes 1 et 2), Olivier Héban (tomes 3 à 8), Joël Mouclier (tome 0)

## Synopsis
La légende de l’anneau du Nibelung, qui a inspiré la tétralogie de Wagner, avait déjà été adaptée en bande dessinée par Numa Sadoul (scénario) et France Renoncé (dessin) dans les années 1980. Les auteurs la transposent ici dans un univers d’heroic fantasy.

## Personnages principaux
- Wotan : dieu suprême du panthéon germanique, père de tout.
- Siegfried : descendant de Wotan, porteur de la malédiction de l’anneau
- Fricka : épouse de Wotan
- Idunn, gardienne des pommes d’immortalité
- les Lorelei : gardiennes de l’or du Rhin
- les Nibelungen : peuple de nains forgerons, dont le roi est Alberic
- les Walkyries : guerrières conduisant au Walhalla les âmes des héros morts au combat
- Brünhilde : Walkyrie, fille de Wotan
- Erda : mère des trois Nornes

## Albums
1. La Malédiction de l’anneau (2009)
2. La Malédiction des Nibelungen (2007)
3. Siegfried (2007)
4. Fafner (2009)
5. Brunhilde (2010)
6. Kriemhilde (2010)
7. Ragnarök (2012)
8. Le Grand Hiver (2013)
9. Le Sang d’Odin (2014)
10. Yggdrasil (2016)

## Autour de la série
Le scénariste de la série, Nicolas Jarry, a également écrit un roman intitulé Le Crépuscule des dieux. L’histoire, complétant celle de la bande dessinée, relate le passage de la malédiction depuis la terre des Dieux jusqu’à la terre des Hommes après la naissance de Siegmund et de sa sœur Siegliend, nés de l’union de Wotan avec des mortelles. Ce roman est publié en 2012 par Soleil Productions dans la collection « Arkhanes ».

## Éditeur
- Soleil (collection « Soleil Celtic ») : tomes 0 à 5 (première édition des tomes 0 à 5) et intégrale tomes 1 à 3
- Soleil (collection « Soleil Celtic : Légendes nordiques ») : tomes 6 à 8 (première édition des tomes 6 à 8) et intégrale tomes 4 à 6
- Soleil (collection « La Preuve par 3 ») : intégrale tomes 1 à 3